# Jurian Beat Crisis
Juria Kawakami (川上 ジュリア Kawakami Juria?) (n. 13 decembrie 1993) este o cântăreață japoneză care a debutat sub contract cu casa de discuri Avex Trax în 2009. Este cunoscută sub numele de scenă Jurian Beat Crisis (stilizat ca JURIAN BEAT CRISIS și adesea scurtat în JURIBE).

## Biografie

### Tinerețea
Juria Kawakami a fost născut și a crescut în Hokkaidō, Japonia. În tinerețea, ea a fost extrem de timid. Ca urmare, mama ei a convins-o să ia lecții de canto și dans. Curând ea a devinit foarte interesat de canto, și timidiatatea ei a fost „vindecat”.

## Discografie

### Single digital
| Anul                                                           | Titlu                                            | Data de lansare | Album |
| -------------------------------------------------------------- | ------------------------------------------------ | --------------- | ----- |
| 2009                                                           | "Go! Let's Go!"                                  | 2 septembrie    | TBA   |
| 2009                                                           | "Hurricane Love" (ハリケーン☆ラブ?)              | 21 octombrie    | TBA   |
| 2009                                                           | "Lonely Flight"                                  | 11 noiembrie    | TBA   |
| 2009                                                           | "Aitai yo... Love You" (逢いたいよ... love you?) | 9 decembrie     | TBA   |
| 2010                                                           | "Flying Rabbit" (フライング・ラビット?)          | 27 ianuarie     | TBA   |
| 2010                                                           | "Sakura Mau" (サクラ舞う?)                       | 17 februarie    | TBA   |
| 2010                                                           | "Mou Ichido..." (もう一度...?)                   | 17 martie       | TBA   |
| 2010                                                           | "Brightest Way"                                  | 7 aprilie       | TBA   |
| "Sōda-mi no Kiss" (ソーダ味のKiss?)                            | 19 mai                                           |                 |       |
| "Namida no Naka Kimi o Mitsuke Ta" (ナミダの中キミをみつけた?) | 16 iunie                                         |                 |       |